# Bobby Gustafson
Robert Wayne "Bobby" Gustafson (15 de julio de 1965 en Staten Island, Nueva York) es un guitarrista estadounidense, popular por su participación con la banda de thrash metal neoyorquina Overkill. Se unió a la agrupación con tan solo 17 años a través de una audición, cuando la banda tocaba solamente covers de otras agrupaciones como Iron Maiden, Judas Priest y Motörhead. Bobby se encargó de convencer a sus compañeros de banda para que crearan su propia música y fue clave en el desarrollo de Overkill al ser uno de los compositores principales de las canciones del álbum debut Feel the Fire de 1985 hasta su álbum más exitoso en términos comerciales, The Years of Decay, de 1989. En 1990 abandonó la banda y participó en algunos proyectos musicales de escaso renombre.

## Discografía

### Overkill
- (1985) - Feel the Fire
- (1987) - Taking Over
- (1988) - Under the Influence
- (1989) - The Years of Decay